# Yingzao Fashi

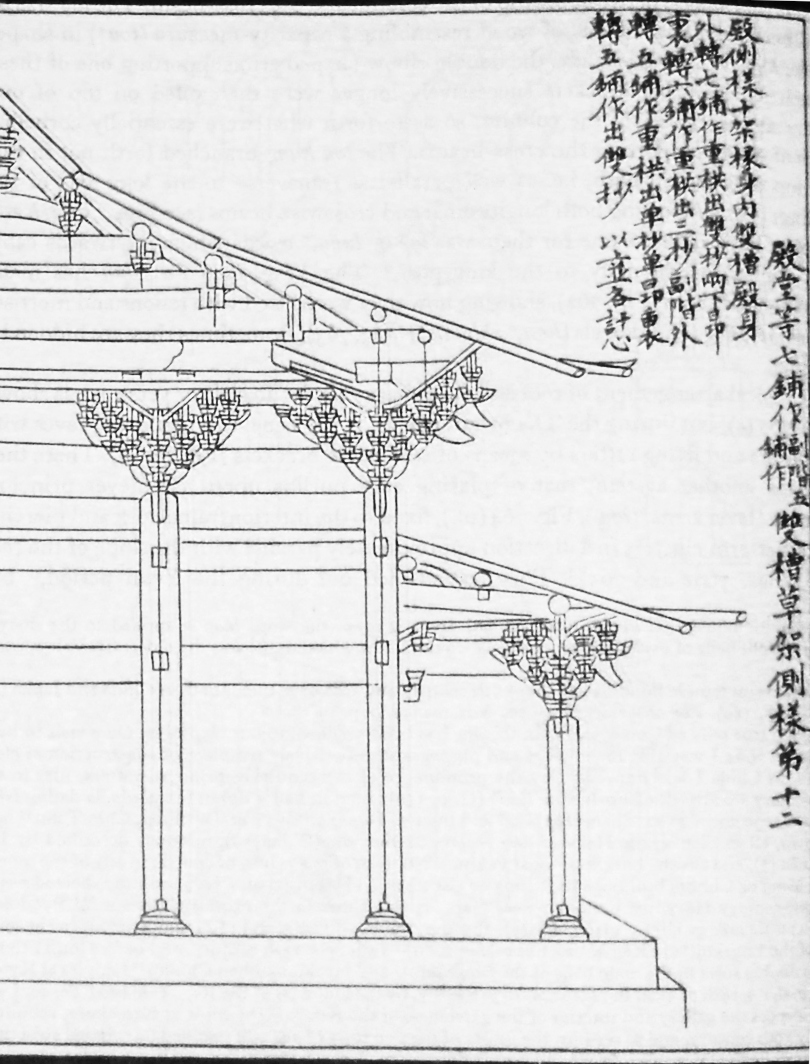
Dougongi - zespoły mieczy i wsporników łączące kolumny z więźbą dachu, Yingzao Fashi

Yingzao Fashi (chiń. upr. 營造法式; pinyin Yíngzào Fǎshì) – traktat o architekturze i rzemiośle budowlanym napisany przez chińskiego architekta Li Jie (李誡, 1065–1110), dyrektora ds. budynków i budownictwa za czasów dynastii Song w Chinach. W latach 1097–1100 dokonał on redakcji wielu wcześniejszych traktatów na temat architektury. Do roku 1100 ukończył własne dzieło architektoniczne, które podarował cesarzowi Zhezongowi z dynastii Song, którego następca, cesarz Huizong z dynastii Song, polecił wydanie księgi w 1103 r. Miała ona zapewnić standardy architektoniczne na użytek budowniczych, architektów, umiejących czytać rzemieślników i wydziałów inżynieryjnych rządu centralnego. Li Jie został mianowany dyrektorem budynków pałacowych. Następnie Li pomagał nadzorować budowę biur administracyjnych, apartamentów pałacowych, bram i wież bramnych, rodowej świątyni dynastii Song, a także licznych świątyń buddyjskich.
W 1145 roku Wang Huan opublikował drugie wydanie księgi Li.  Kopię wydania z 1145 odkryto ponownie w 1919 r. i wydrukowano w tym samym roku (w 1925 ukazało się wydanie drugie, a w 1932 - trzecie, uzupełnione o dwa rozdziały, odnalezione w międzyczasie). W 1983 wydano w Pekinie bogato ilustrowaną edycję krytyczną. Księga jest obiektem licznych studiów, na Zachodzie i w Japonii.

## Traktat

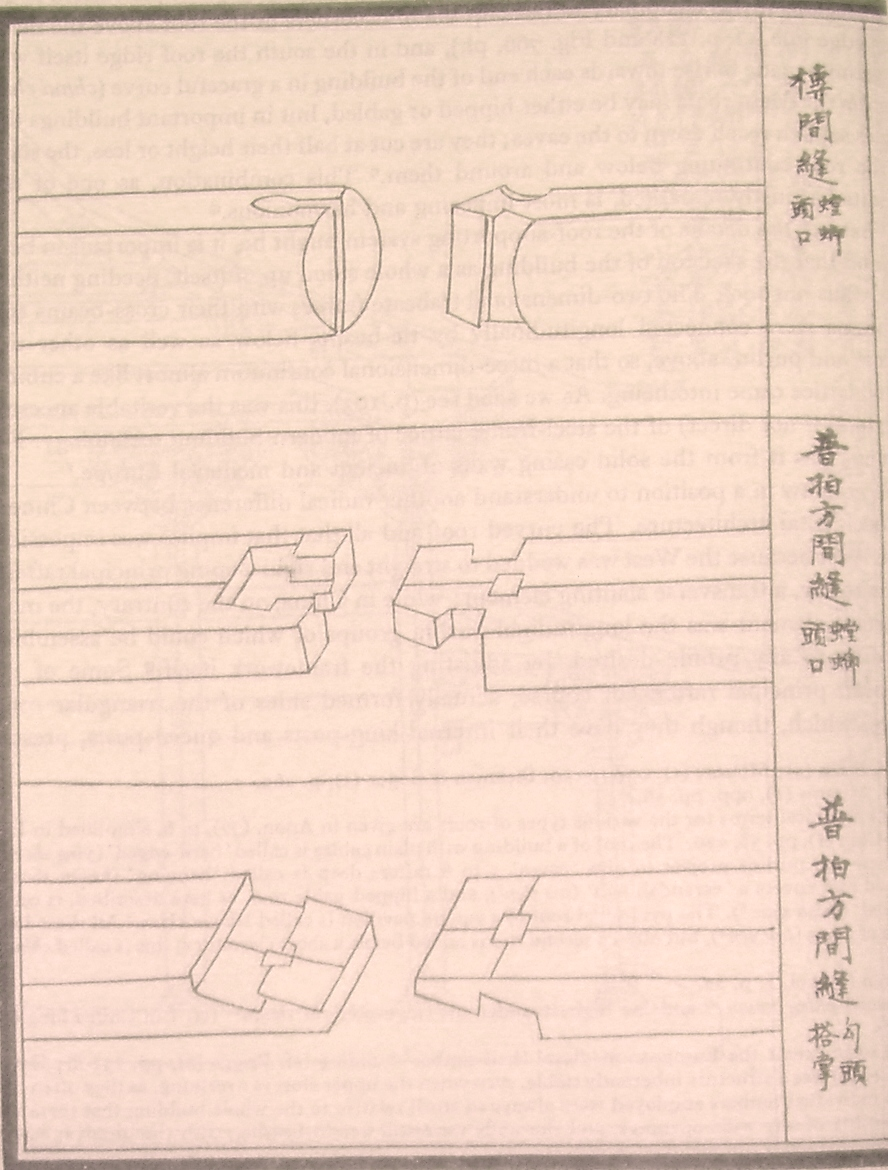
Łączenie czopów i gniazd belek wiążących i poprzecznych, Yingzao Fashi

Li wykorzystał materiały z wcześniejszych dzieł architektonicznych, ale większość jego księgi to dokumentacja ustnie przekazywanych tradycji rzemieślników i architektów. Zawarł w Yingzao fashi słownik terminów technicznych oraz wzory matematyczne. Do szacowania wielkości i kształtu budynków lokowanych na różnych typach działek uwzględniał topografię. Szacował również koszty zatrudnieni pracowników o różnym poziomie umiejętności i specjalności w danym rzemiośle. Jego szacunki opierają się na dziennym zapotrzebowaniu na materiały, a także uwzględniają porę roku, w której wykonywano pracę.
Praca Li obejmuje przepisy i regulacje budowlane, informacje o rachunkowości, standardy materiałów stosowanych w budownictwie oraz klasyfikację różnych rzemiosł. W 34 rozdziałach książki szczegółowo opisał on szczegółowo jednostki miary, sposoby konstrukcji fos i fortyfikacji, standardy dla robót kamieniarskich, większych i mniejszych robót ciesielskich. Dołączył też specyfikacje i ilustracje konstruowania skośnych wsporników oraz łączeń kolumn i belek. Zawarł wskazówki dotyczące rzeźbienia w drewnie, toczenia i wiercenia, piłowania, obróbki bambusa, układania dachówek, budowania ścian, malowania i dekorowania, a także przepisy na farby dekoracyjne, glazury i rozmaitego typu powłoki; podał proporcje mieszanek zaprawowych do murowania (z kamienia i cegły), jak też układania płytek szkliwionych. Szczegółowo opisał konstrukcje ciesielskie, podając standardowe wymiary wszystkich elementów. M.in. Li Jie opracował standardowy ośmiostopniowy system klasyfikacji dla różnych rozmiarów elementów drewnianych. System ten znany był jako system jednostek cai-fen i mógł być stosowany w konstrukcji budynków.
Wszystkich praktyki i standardy opisane w księdze opatrzone są ręcznie rysowanymi ilustracjami.
Chociaż księgę Li poprzedzały inne podręczniki architektoniczne, jego dzieło przetrwał w nienaruszonym stanie i w całości.

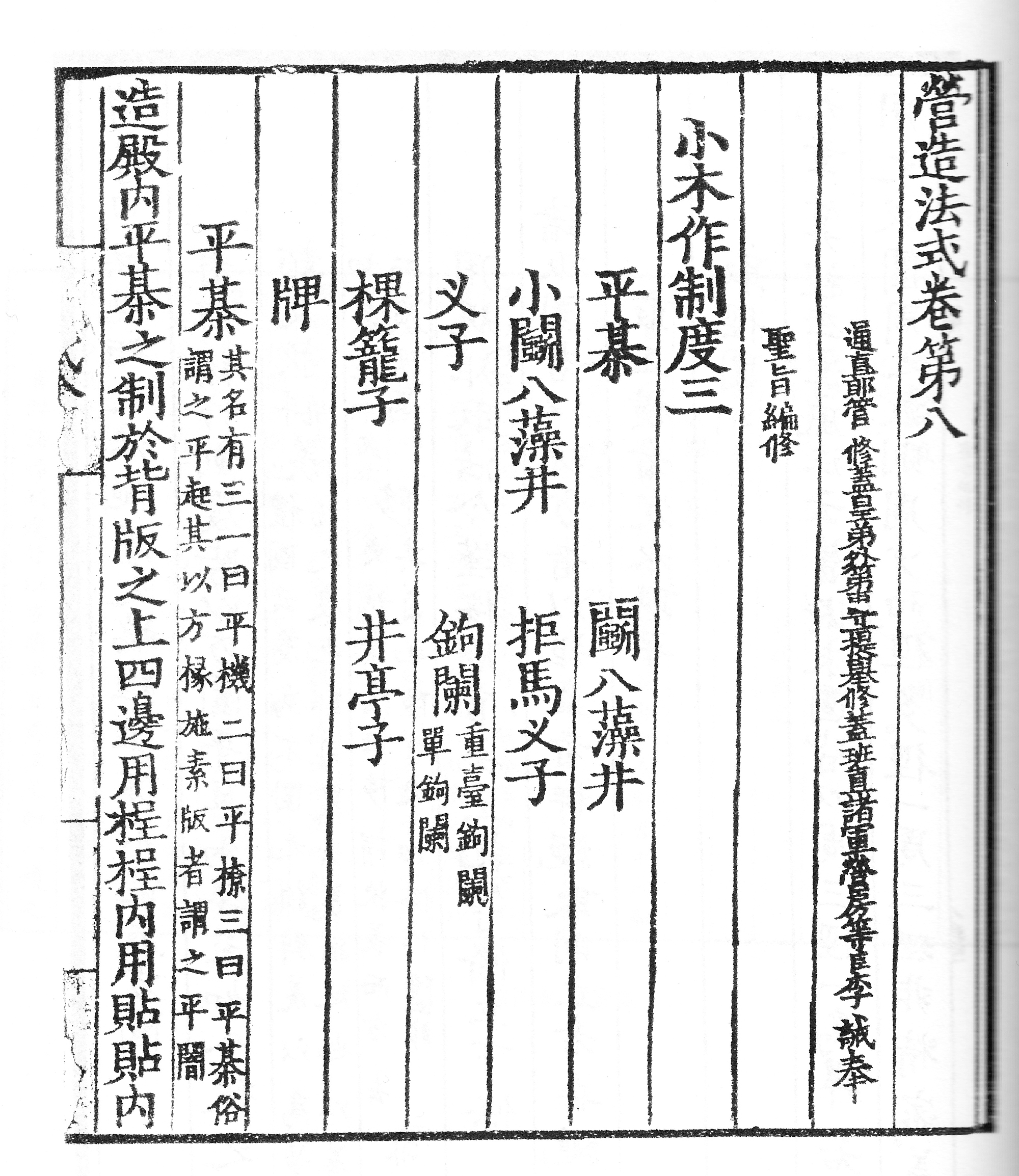
Strona z wydania Yingzao Fashi z dynastii Song z 1145 r., tom 8
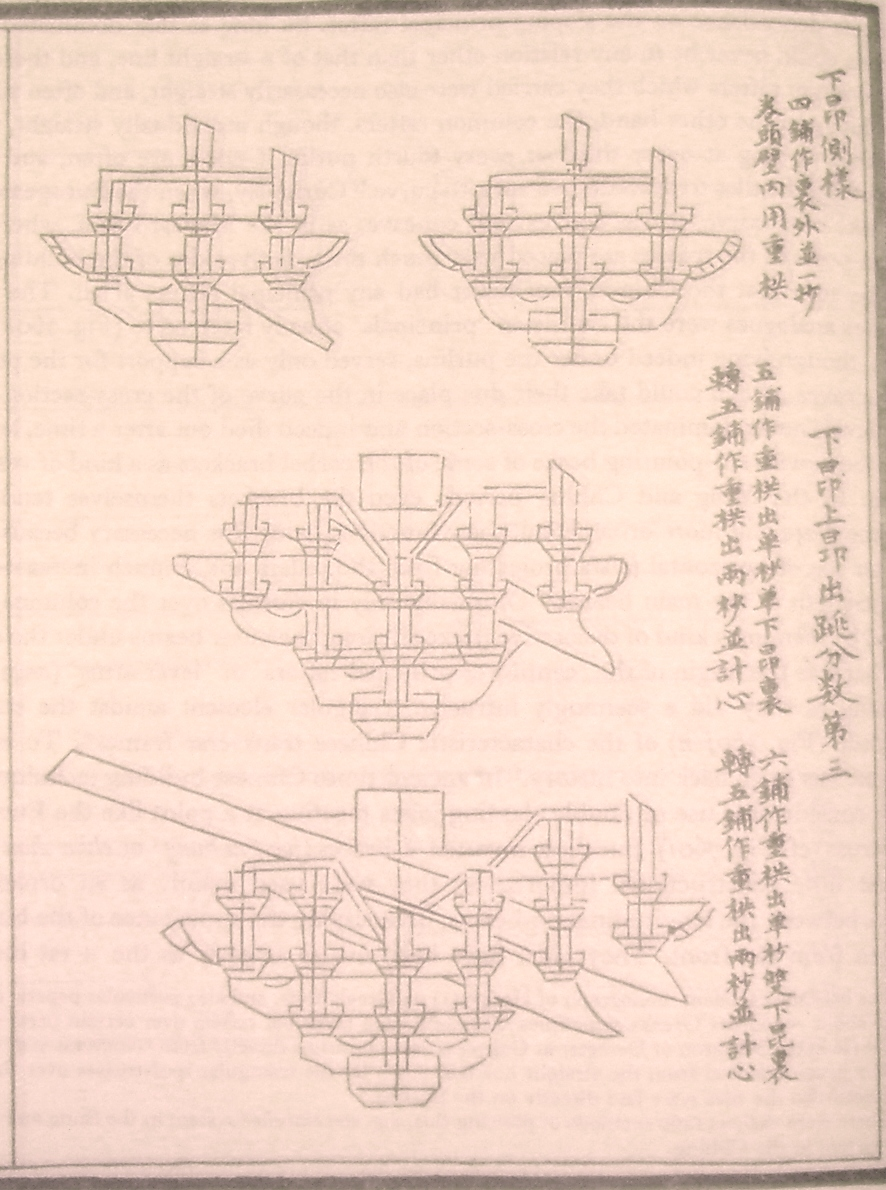
Dougongi, Yingzao Fashi (1103)
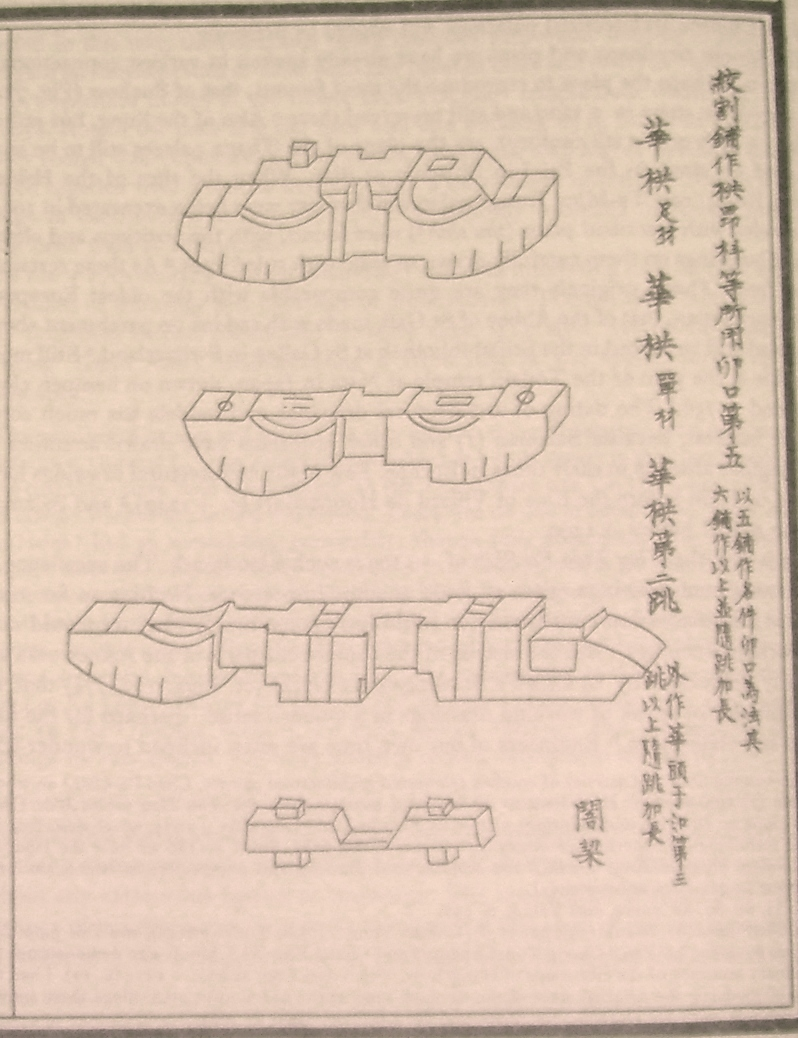
Poprzeczne wsporniki w formie konsoli, Yingzao Fashi (1103)
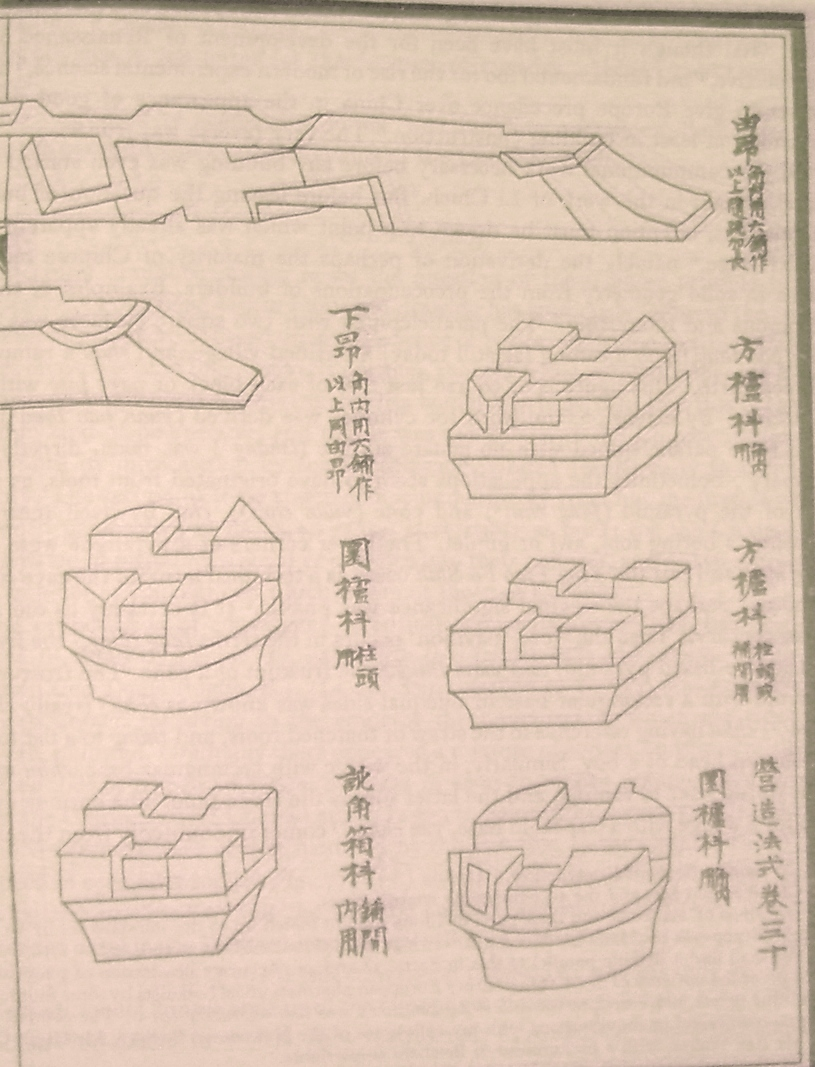
Wspornik i osady do nich, Yingzao Fashi (1103)
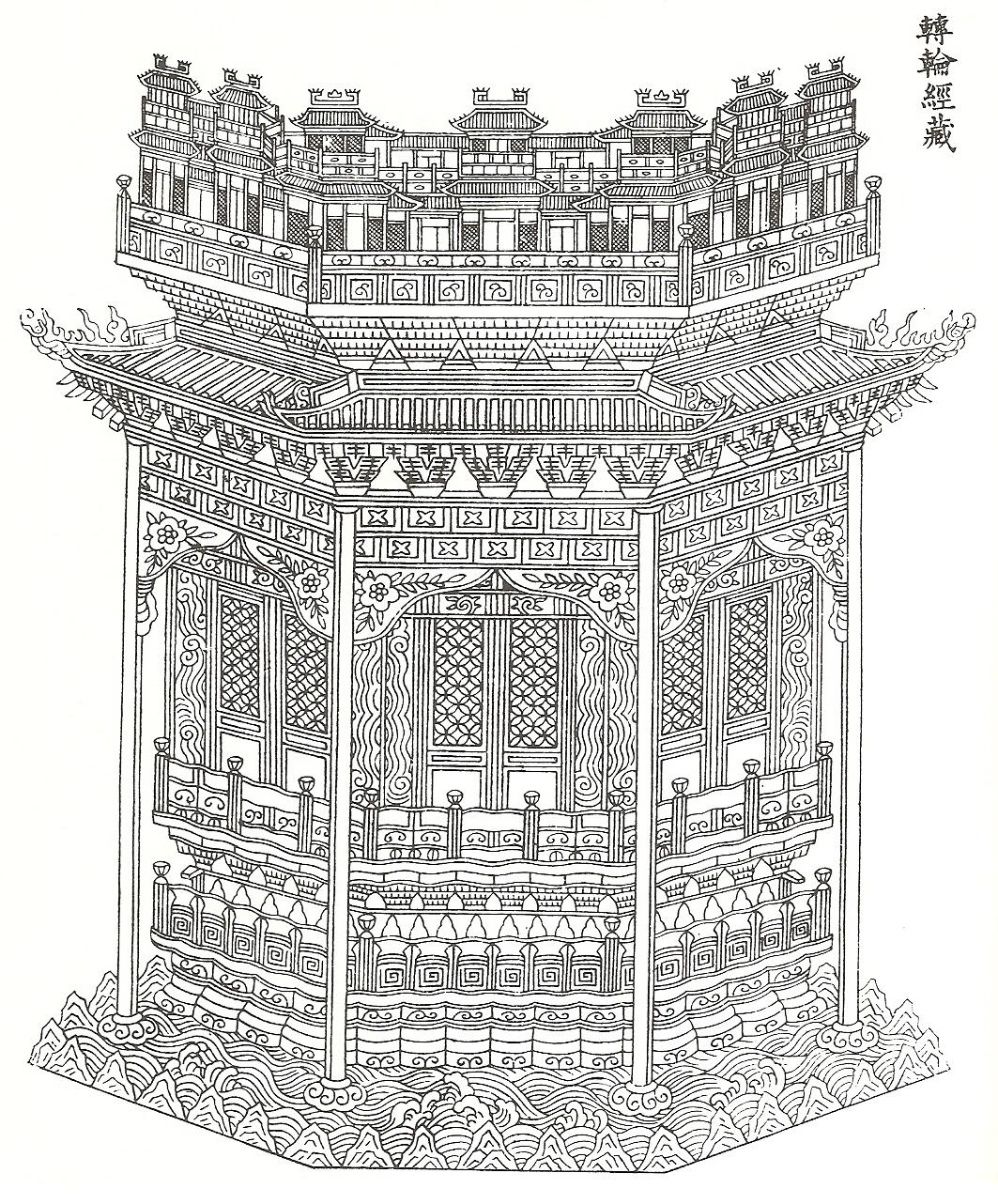
Obrotowa skrzynia na sutry buddyjskie, Yingzao Fashi (1103)
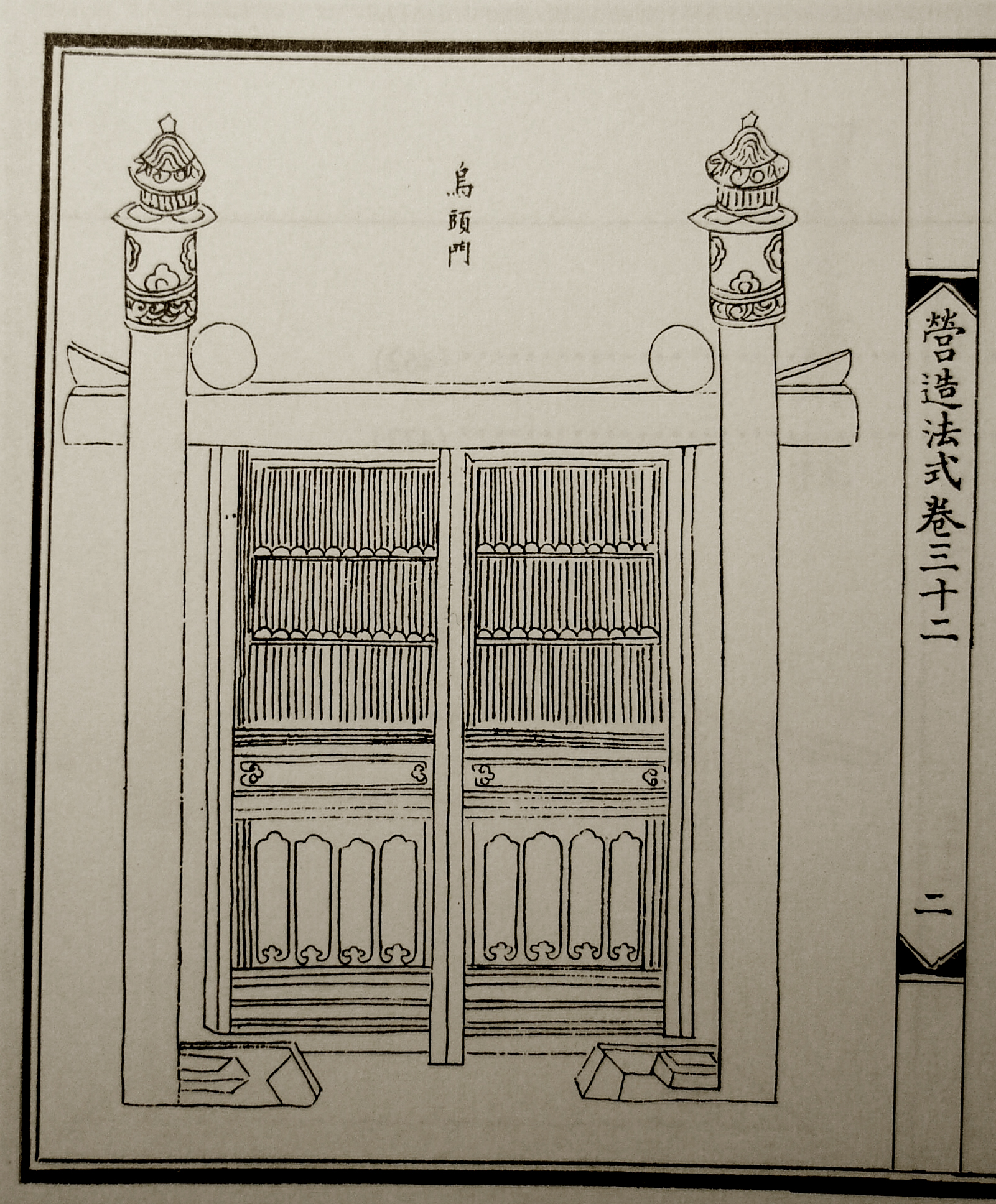
Paifang o drewnianej konstrukcji w Yingzao Fashi
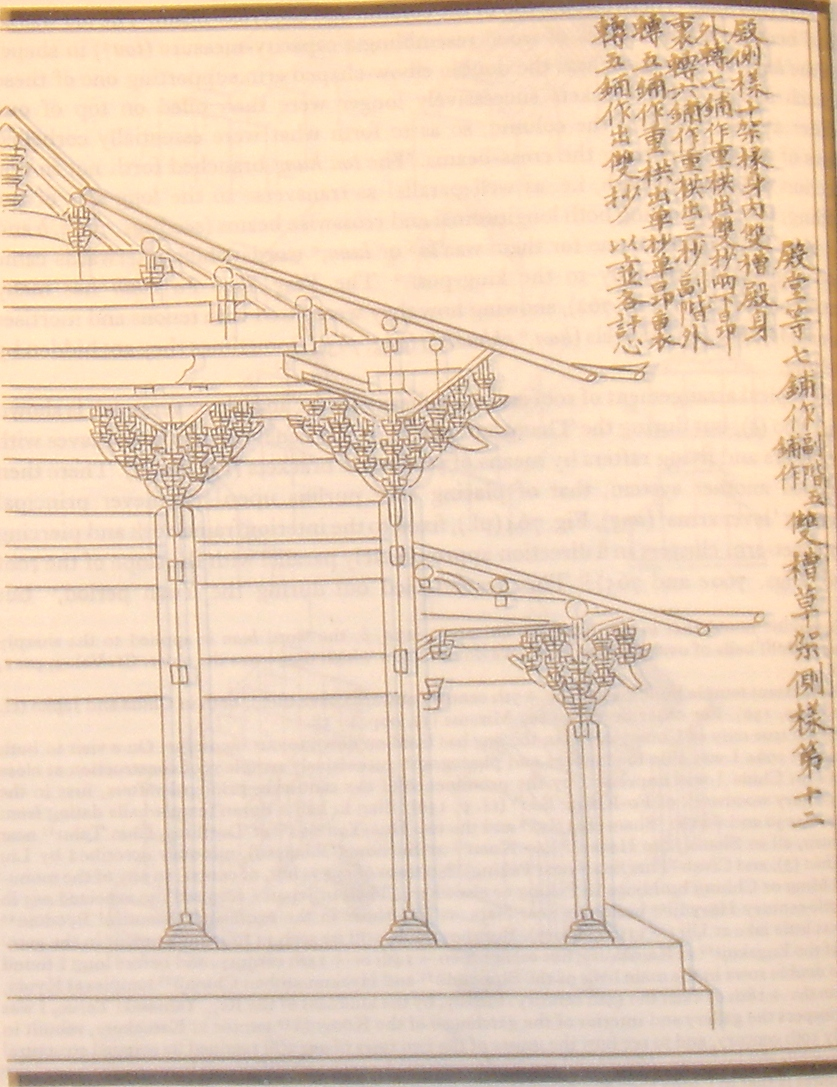
Konstrukcja nośna
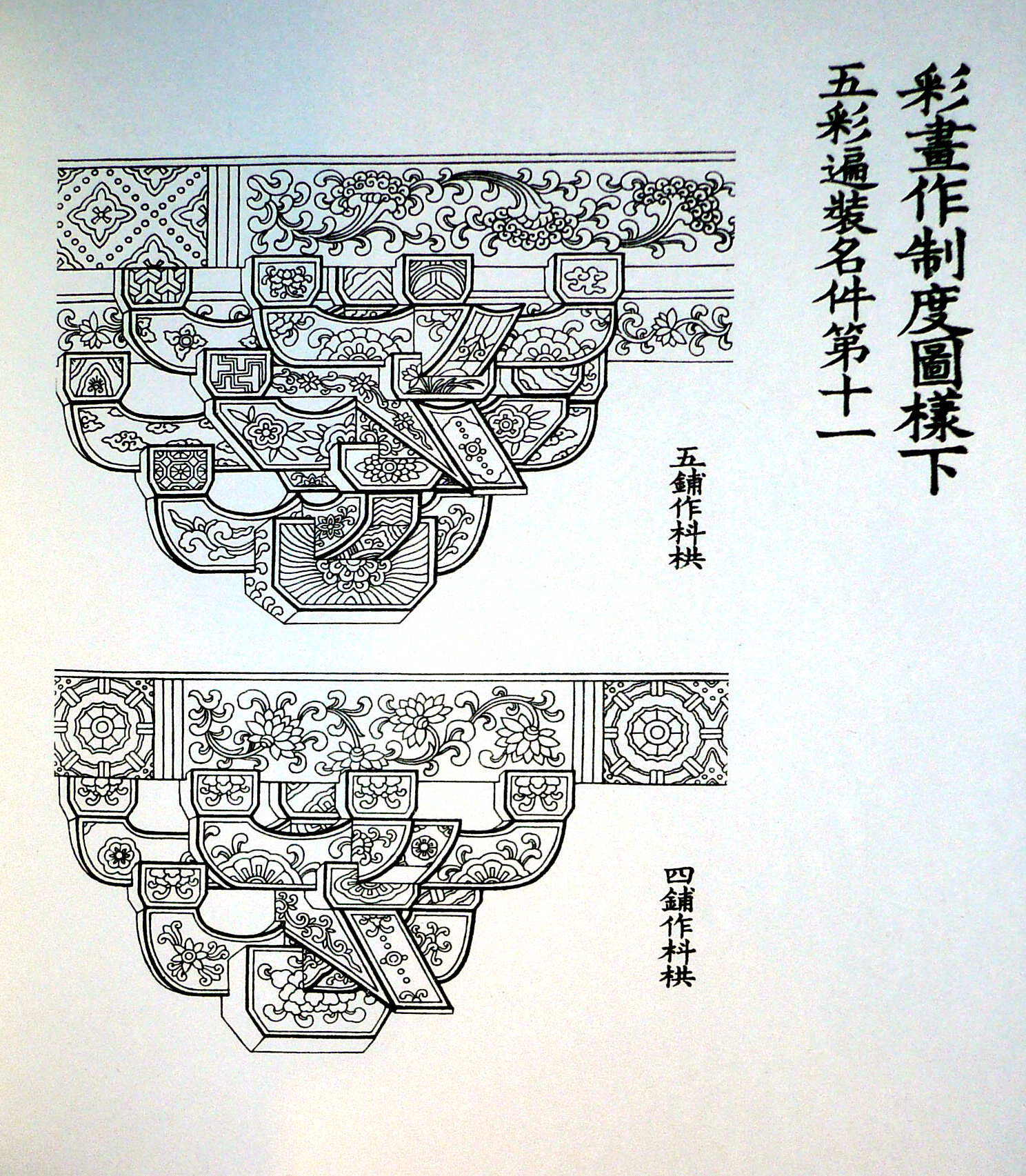
„Wucai Caihua” – wskazówki do malarstwa dekoracyjnego „w pięciu kolorach”.
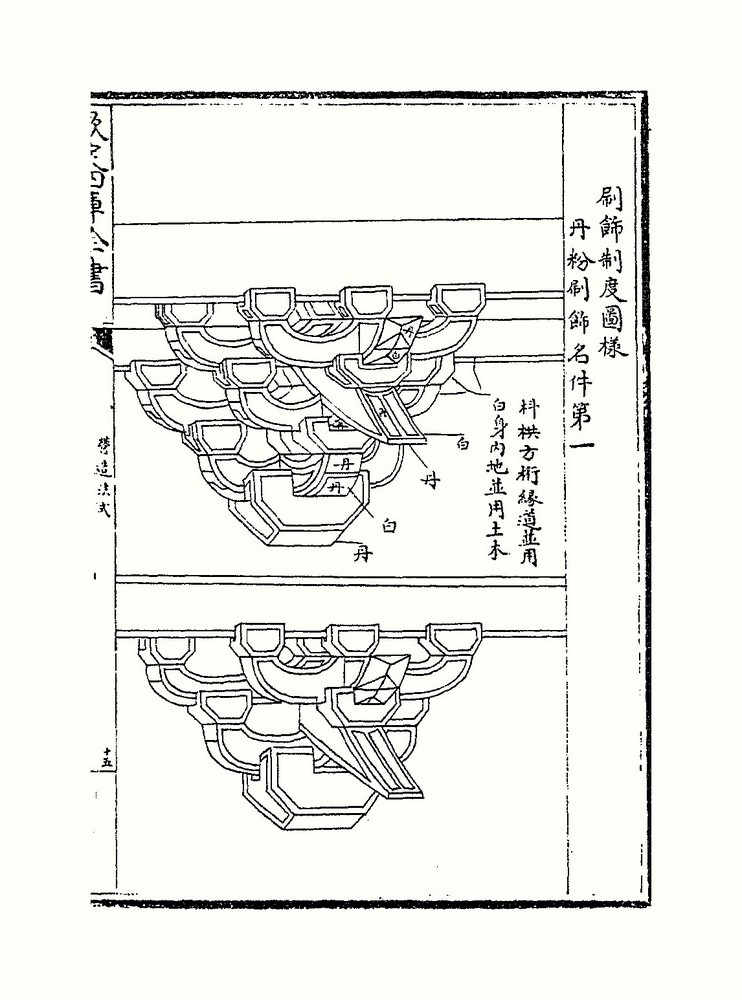
„Danfen Caihua” – wskazówki do malarstwa dekoracyjnego „czerwono-białego”.